# Вестманнаейя
«Вестманнаейя» (ісл. Vestmannaeyja) — ісландський футбольний клуб із Вестманнових островів, заснований 1903 року. Виступає у найвищому дивізіоні Ісландії. У складі клубу грає український півзахисник Денис Ситник.

## Досягнення
Чемпіонат Ісландії
- Чемпіон (3): 1979, 1997, 1998

Кубок Ісландії
- Володар кубка (5): 1968, 1972, 1981, 1998, 2017

Суперкубок Ісландії
- Володар кубка (4): 1980, 1984, 1997, 1999

## Виступи в єврокубках
| Сезон     | Змагання                     | Раунд | Суперник               | Вдома        | На виїзді | В сукупності |
| --------- | ---------------------------- | ----- | ---------------------- | ------------ | --------- | ------------ |
| 1969–70   | Кубок володарів кубків       | 1Р    | Левскі-Спартак         | 0–4          | 0–4       | 0–8          |
| 1972–73   | Кубок УЄФА                   | 1Р    | Вікінг                 | 0–0          | 0–1       | 0–1          |
| 1973–74   | Кубок володарів кубків       | 1Р    | Боруссія Менхенгладбах | 0–7          | 1–9       | 1–16         |
| 1978–79   | Кубок УЄФА                   | 1Р    | Гленторан              | 0–0          | 1–1       | 1–1 (г)      |
| 1978–79   | Кубок УЄФА                   | 2Р    | Шльонськ               | 0–2          | 1–2       | 1–4          |
| 1980–81   | Кубок Європейських чемпіонів | 1Р    | Банік Острава          | 1–1          | 0–1       | 1–2          |
| 1982–83   | Кубок володарів кубків       | 1Р    | Лех Познань            | 0–1          | 0–3       | 0–4          |
| 1983–84   | Кубок УЄФА                   | 1Р    | Карл Цейс              | 0–0          | 0–3       | 0–3          |
| 1984–85   | Кубок володарів кубків       | 1Р    | Вісла Краків           | 1–3          | 2–4       | 3–7          |
| 1996–97   | Кубок УЄФА                   | ПР    | Лантана                | 0–0          | 1–2       | 1–2          |
| 1997–98   | Кубок володарів кубків       | КР    | Гіберніанс             | 3–0          | 1–0       | 4–0          |
| 1997–98   | Кубок володарів кубків       | 1Р    | Штутгарт               | 1–3          | 1–2       | 2–5          |
| 1998–99   | Ліга чемпіонів               | 1КР   | Обилич                 | 1–2          | 0–2       | 1–4          |
| 1999–2000 | Ліга чемпіонів               | 1КР   | Тирана                 | 1–0          | 2–1       | 3–1          |
| 1999–2000 | Ліга чемпіонів               | 2КР   | МТК                    | 0–2          | 1–3       | 1–5          |
| 2000–01   | Кубок УЄФА                   | КР    | Гарт оф Мідлотіан      | 0–2          | 0–3       | 0–5          |
| 2002–03   | Кубок УЄФА                   | КР    | АІК                    | 1–3          | 0–2       | 1–5          |
| 2005–06   | Кубок УЄФА                   | 1КР   | Б36 Торсгавн           | 1–1          | 1–2       | 2–3          |
| 2011–12   | Ліга Європи                  | 1КР   | Сент-Патрікс Атлетік   | 1–0          | 0–2       | 1–2          |
| 2012–13   | Ліга Європи                  | 1КР   | Сент-Патрікс Атлетік   | 2–1 (дод.ч.) | 0–1       | 2–2 (г)      |
| 2013–14   | Ліга Європи                  | 1КР   | ГБ Торсгавн            | 1–1          | 1–0       | 2–1          |
| 2013–14   | Ліга Європи                  | 2КР   | Црвена Звезда          | 0–0          | 0–2       | 0–2          |
| 2018–19   | Ліга Європи                  | 1КР   | Сарпсборг 08           | 0−4          | 0–2       | 0–6          |

## Гравці клубу
- Денис Ситнік